# Pintor de Triptólemo
Su obra maestra es un tondo de figuras rojas de un kílix que representa a un griego luchando contra un persa. La figura del guerrero griego domina claramente aquí, ocupando el centro de la pintura y eclipsando al persa. El griego, alzando su espada por encima de la cabeza, indica que está a punto de asestar el golpe final. El persa se agacha ante él con la cabeza inclinada en gesto de sumisión. El persa luce un tocado distintivo y ropa estampada. Los persas eran famosos arqueros, por lo que solían representarse con arco y carcaj. Sin embargo, este persa se ve obligado a usar su espada, y su arco está detrás de él. Esta obra, datada poco después de la segunda guerra médica (después del 479 a. C.), describe la victoria griega sobre los bárbaros.
Su kílix ático de figuras rojas con escena erótica (Museo Arqueológico Nacional de Tarquinia). representa a una pareja en un tondo (el tondo de las copas eran la forma ideal para estas representaciones) durante un acto sexual (en un simposio). La hetera yace boca arriba, con las piernas apoyadas en los hombros de su pareja, quien se arrodilla ante ella. Se apoya en sus piernas erguidas y rodea su torso con ambos brazos. Sus rostros casi se rozan, mirándose fijamente a los ojos.
Aparentemente tenía debilidad por los perros, y en las representaciones (pintadas al principio de su carrera) con las que decoró un kílix (Museo de Arte Kimbell, Fort Worth, Texas) vemos cómo estos animales pueden disgustarnos y deleitarnos, un mensaje que es tan cierto para los dueños de perros hoy como lo fue para nuestros antepasados hace tantos siglos.

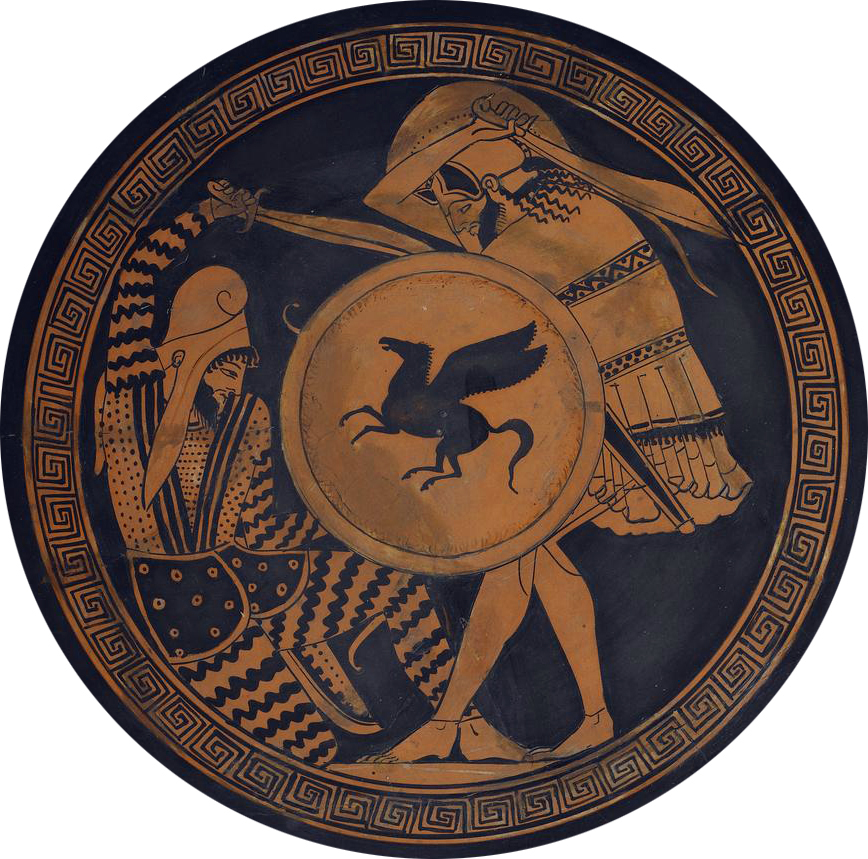
Un hoplita griego y un guerrero persa luchan entre sí. Museo Arqueológico Nacional de Atenas.
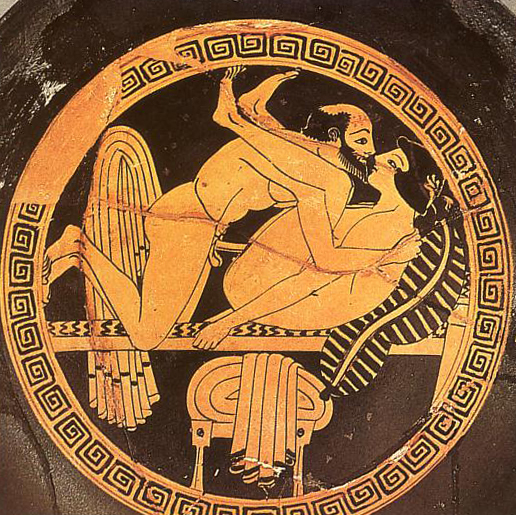
Tondo de un kílix de figuras rojas que representa un acto sexual, Museo Nazionale Tarquinia.
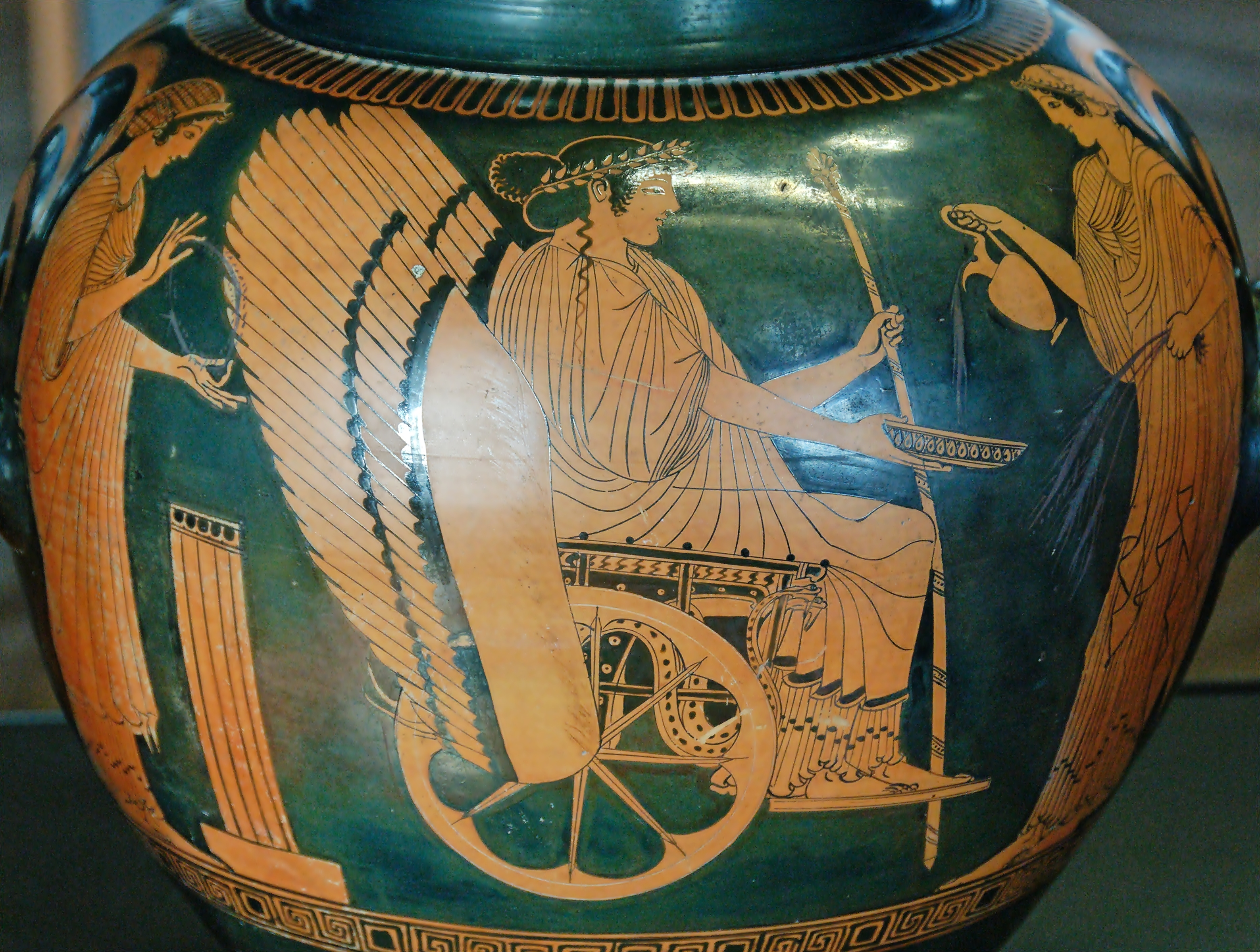
Partida de Triptólemo. Cara A de un estamno ático de figuras rojas, c. 480 a. C.